# Monti Sibillini
I Monti Sibillini sono il quarto massiccio montuoso per altezza dell'Appennino continentale (dopo Gran Sasso, Maiella e Velino-Sirente); si trovano nell'Appennino umbro-marchigiano, lungo lo spartiacque primario dell'Appennino centrale, a cavallo tra Marche e Umbria, e precisamente tra le province di Ascoli Piceno, Fermo, Macerata, Perugia. Il territorio dei Monti Sibillini ricade nell'omonimo Parco nazionale dei Monti Sibillini.
Con una lunghezza da nord a sud di circa 40 km, costituiti prevalentemente da rocce calcaree, formatesi sui fondali di mari caldi, presentano numerose cime che superano i 2.000m di altitudine, come la maggiore del gruppo, il monte Vettore (2.476 m s.l.m.), la cima del Redentore (2.448 m), la cima del Lago, il pizzo del Diavolo, il monte Priora (o pizzo della Regina), il pizzo Berro, il monte Porche e il monte Argentella.

## Storia

### Origine del nome
La catena prende il nome dal Monte Sibilla (2.173 m), sulla vetta del quale si apriva fino alla fine del secolo scorso una grotta (grotta della Sibilla), ora occlusa, che la tradizione vuole fosse la dimora della Sibilla Appenninica.
Sappiamo da Virgilio che anticamente i Sibillini venivano chiamati Tètrici: egli, riportando nell'Eneide la lista dei popoli italici uniti nell'esercito sabino di Clauso, scrive:
(Publio Virgilio Marone, Eneide, Libro VII, 713-714)
Da una nota di commento di Servio si apprende che le "aspre rupi di Tètrica" sono situate in territorio Piceno:
(Servio Mario Onorato, Commentarii in Vergilii Aeneidos libros)
Anche Varrone menziona con questo nome i Sibillini nel suo De re rustica:
L'aggettivo latino tetrĭcus riconduce ad un luogo cupo, selvaggio e persino demoniaco. In italiano abbiamo la parola tetro che riporta ad un concetto simile; e anche nello spagnolo contemporaneo esiste il cultismo tétrico con questa accezione.
Nelle Ricordanze, il poeta Giacomo Leopardi si riferisce ai Monti Sibillini chiamandoli Monti Azzurri.

## Descrizione

### Morfologia

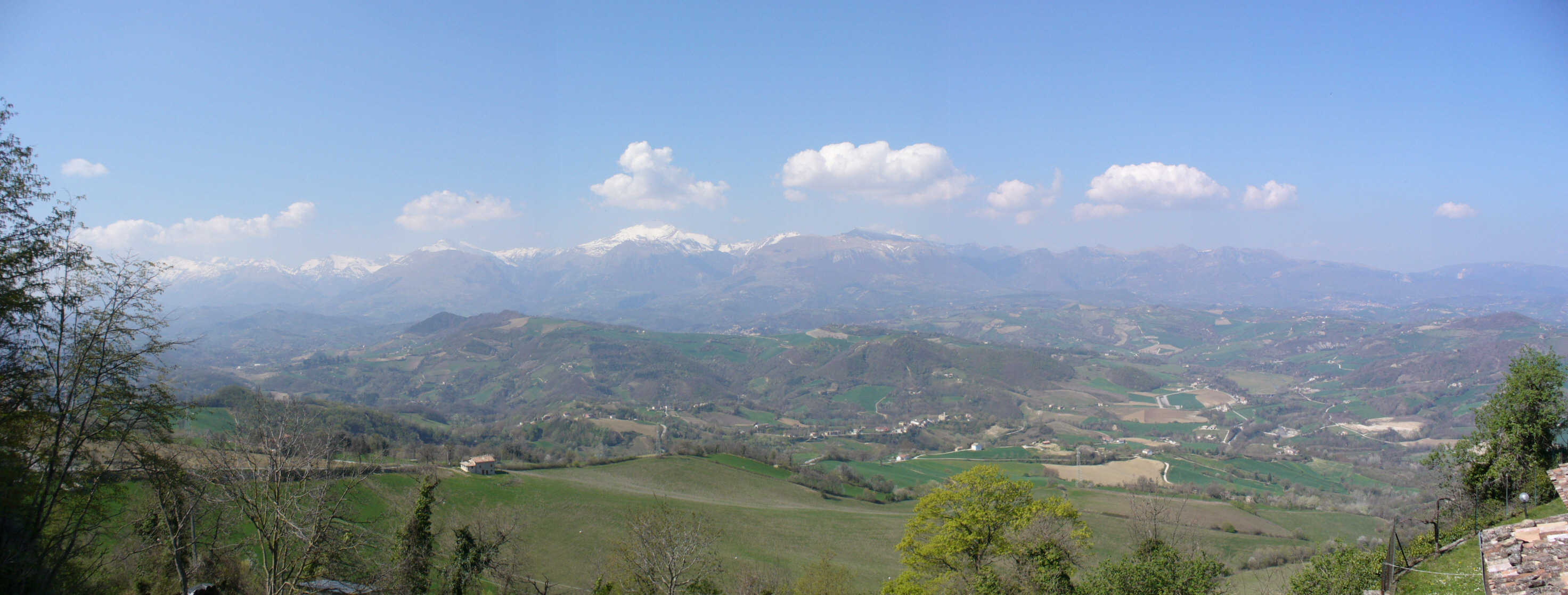
Vista dei Sibillini da Smerillo

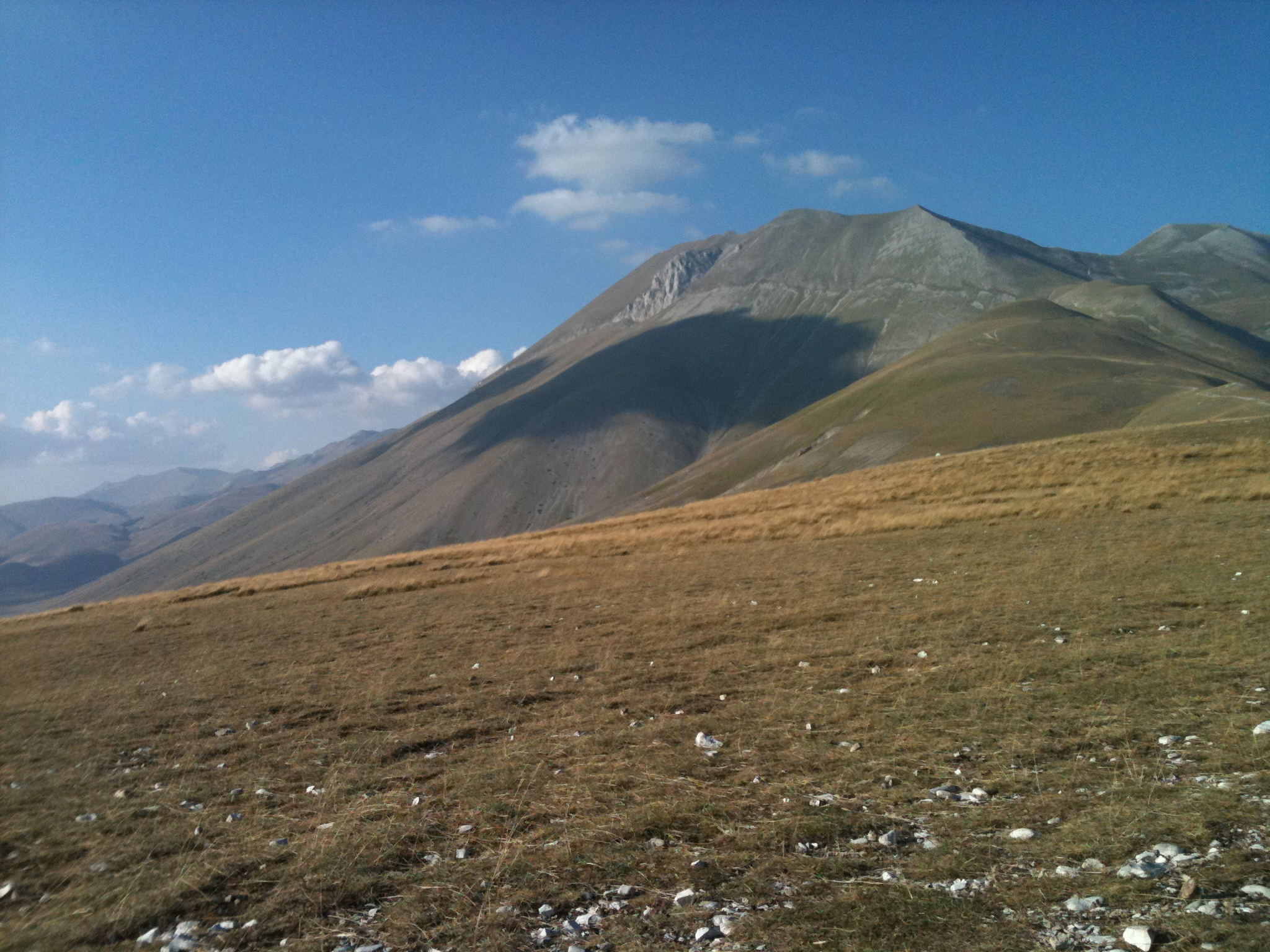
Monte Vettore, parte umbra

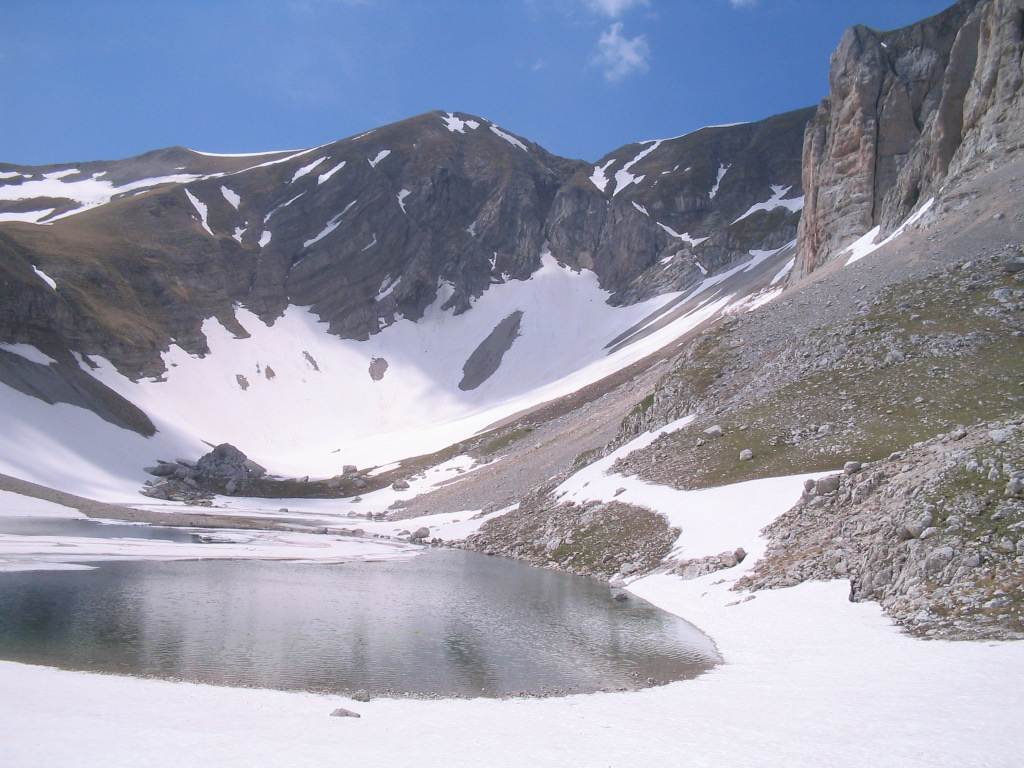
Cima del Redentore

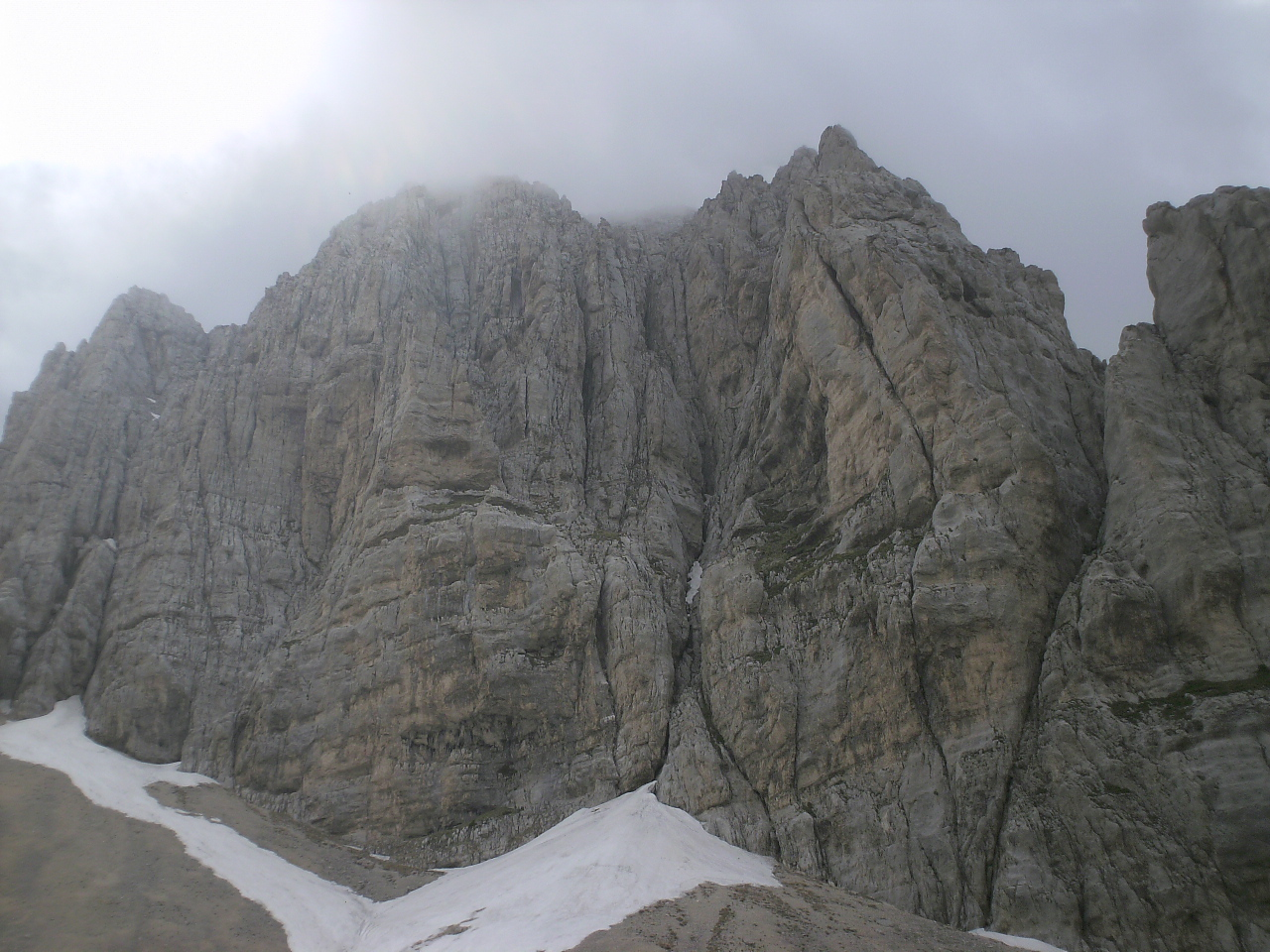
Pizzo del Diavolo

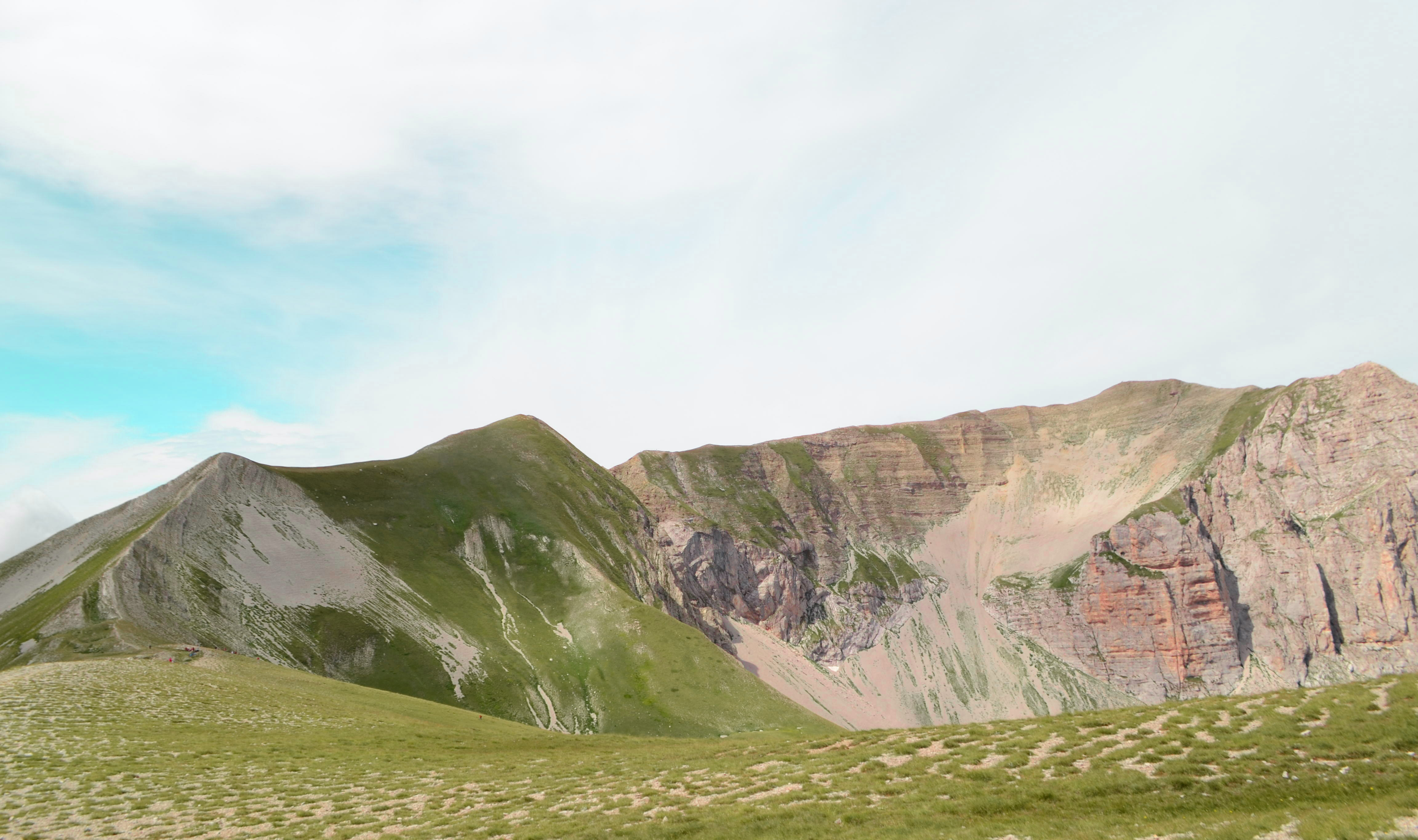
Cima del Lago

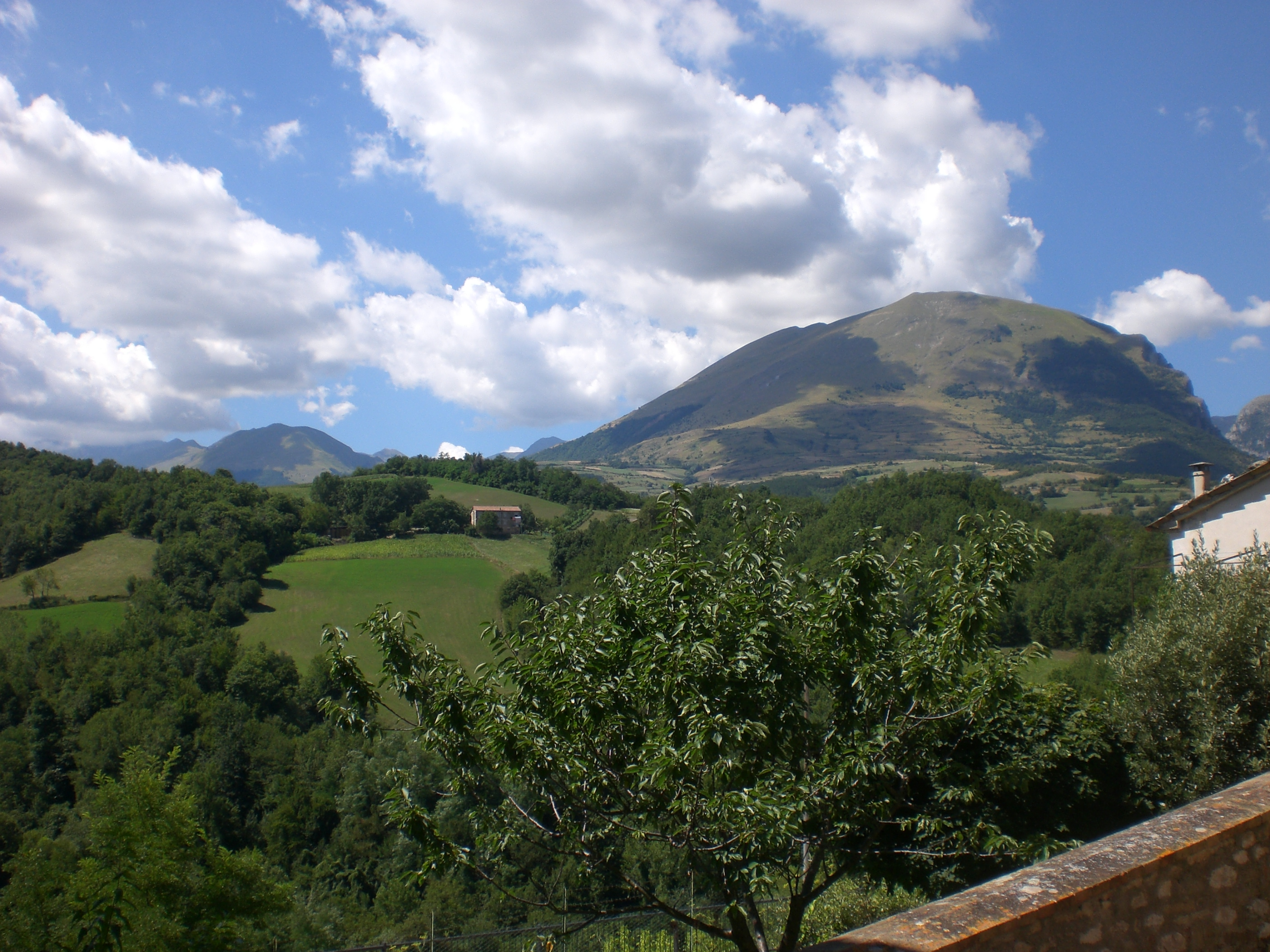
Monte Sibilla

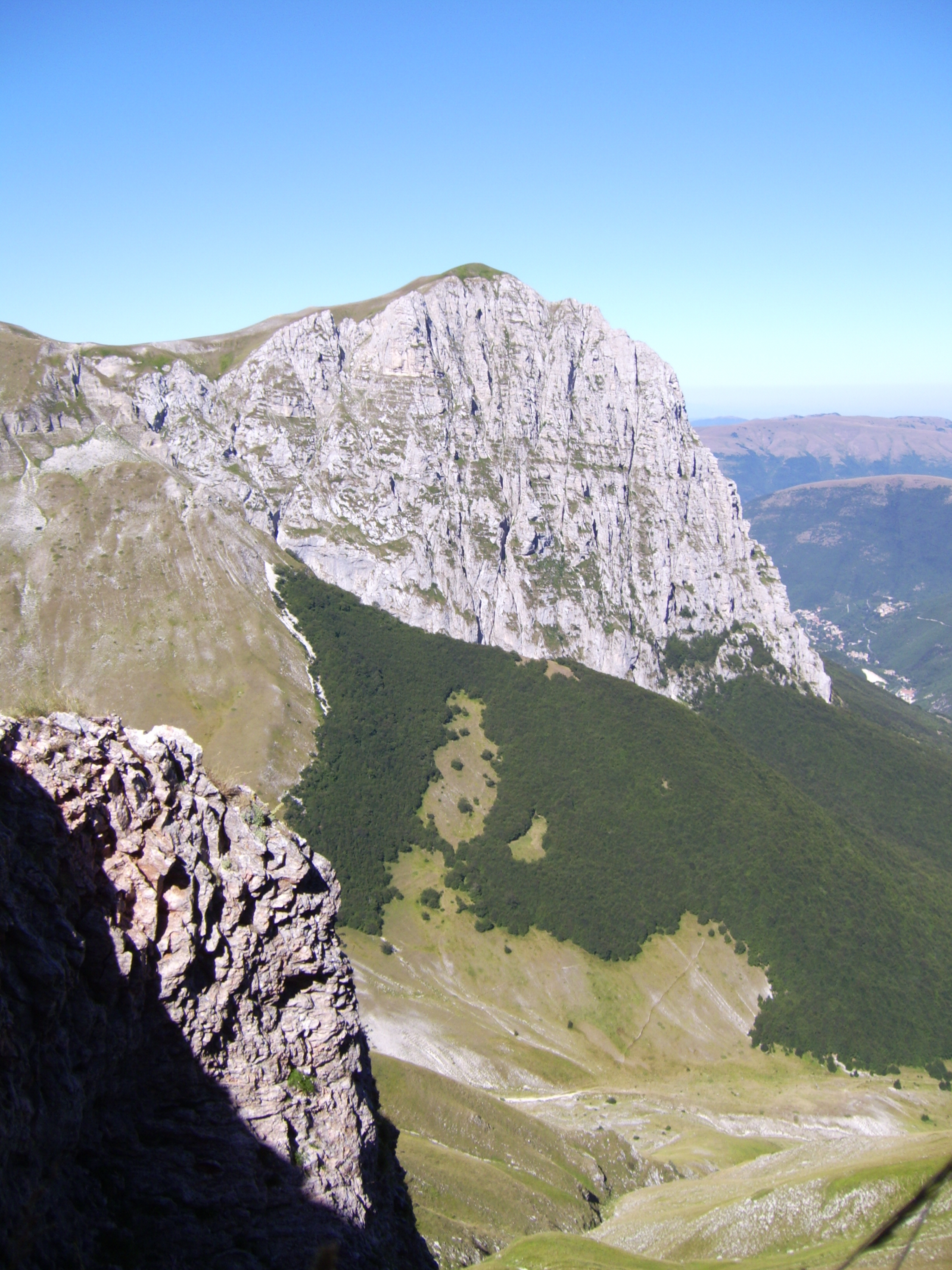
Monte Bove

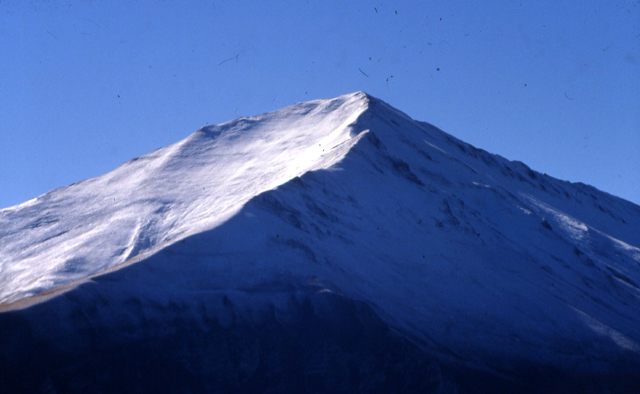
Monte Priora

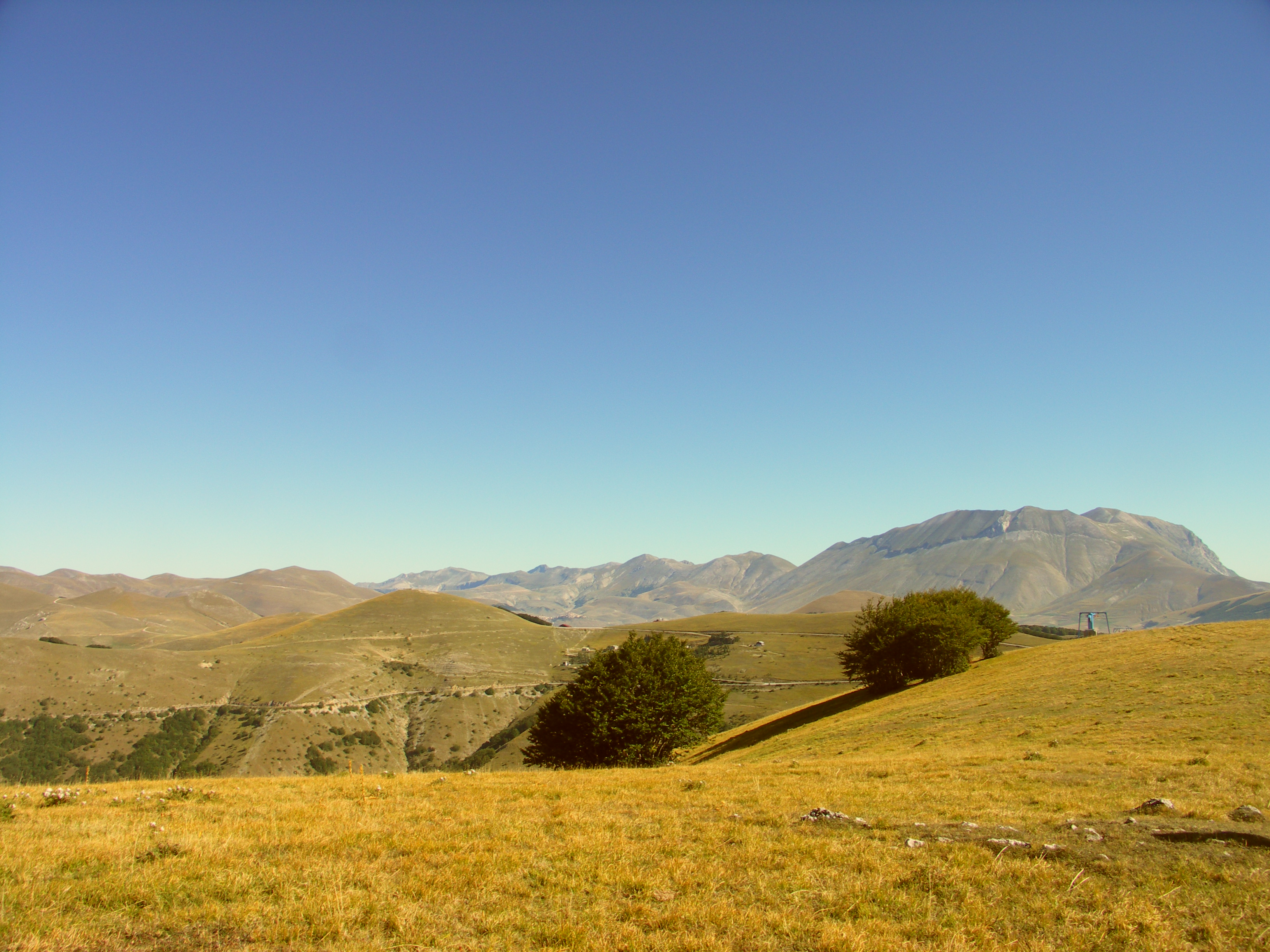
Panoramica estiva del versante ovest della catena dei Monti Sibillini dal passo di Forca Canapine

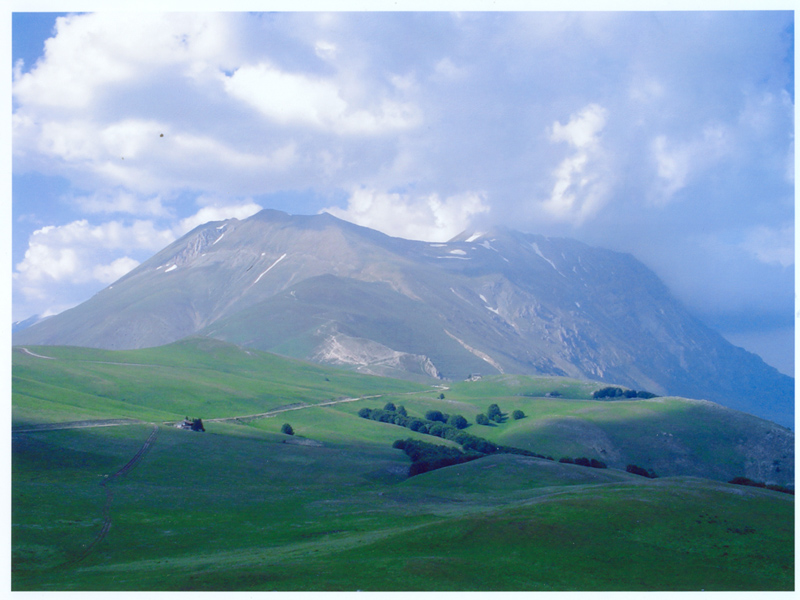
Forca di Presta

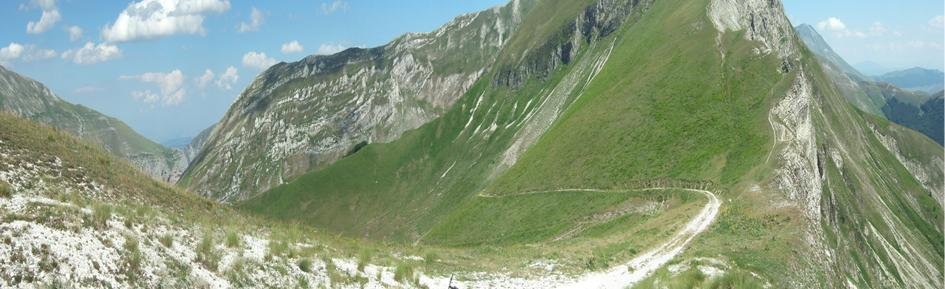
Passo Cattivo

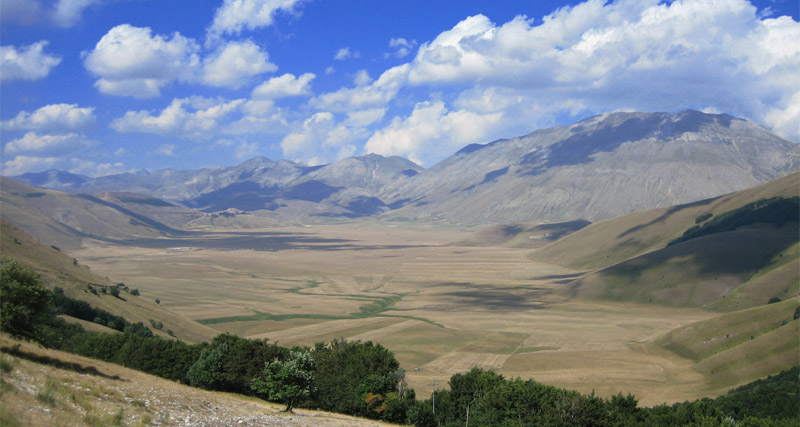
Piani di Castelluccio

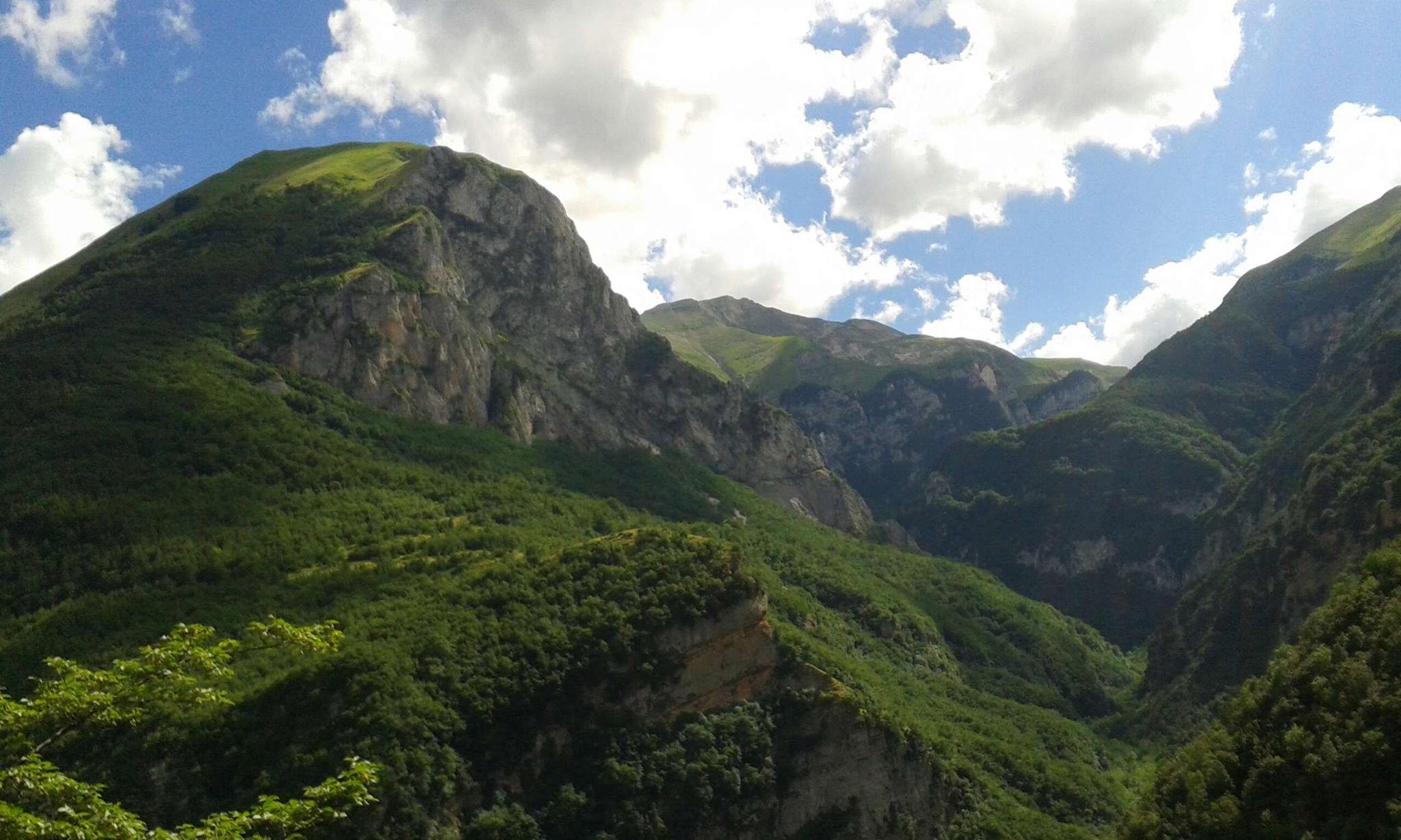
Gole dell'Infernaccio

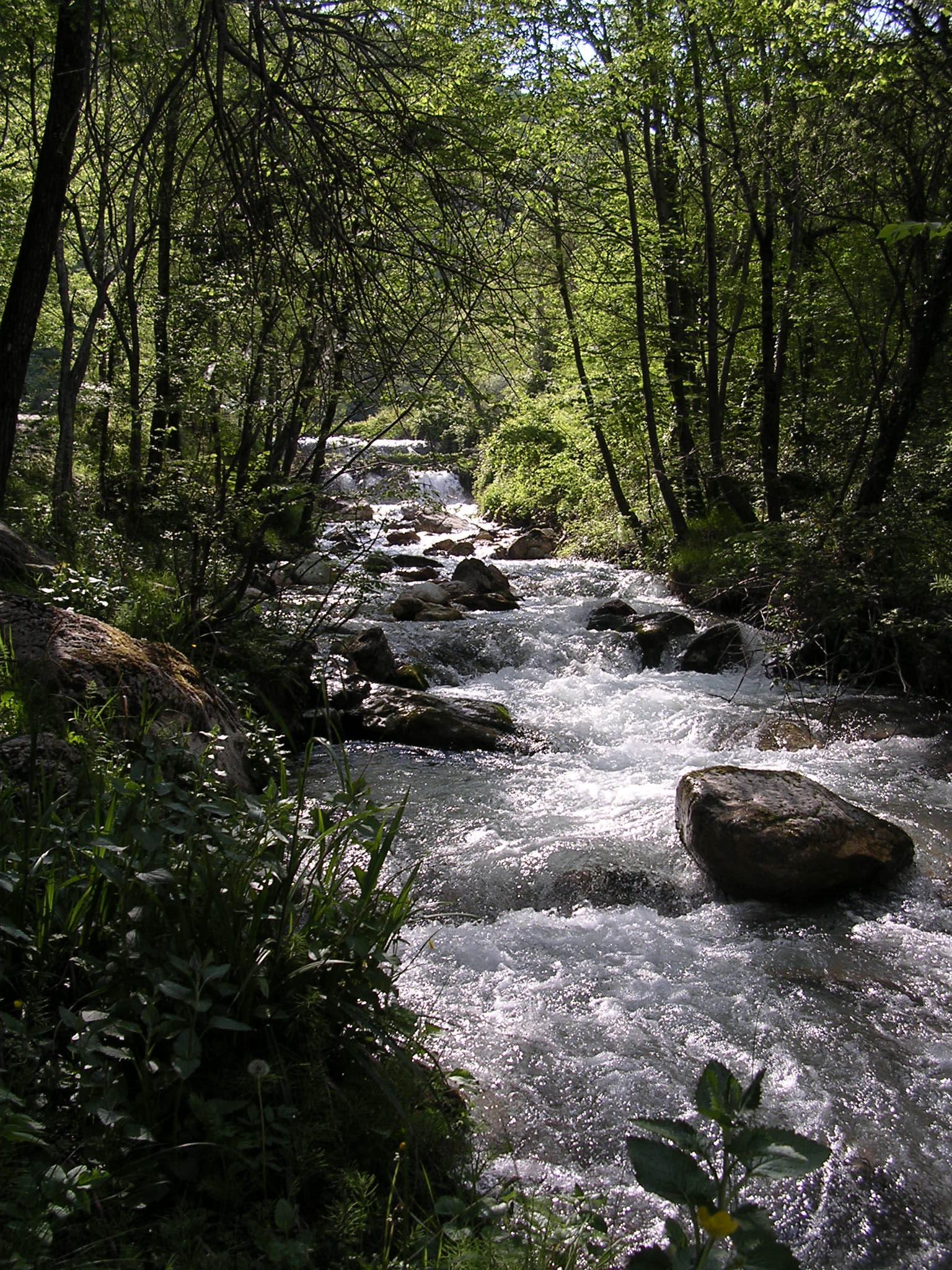
Fiume Ambro

La morfologia dell'area è frutto dell'azione glaciale del quaternario che si riconosce nelle valli tipicamente a "U" e negli ampi circhi glaciali ancora riconoscibili. Anche i fenomeni carsici contribuiscono a definire la morfologia del gruppo.
Il gruppo è caratterizzato da un sistema complesso di dorsali nei sensi NNO e SSE che suddivide l'area in tre sottozone:
- settore Settentrionale;
- settore Centro-Meridionale;
- settore Sud-Occidentale.

Il settore Centro-Meridionale include le montagne maggiori del gruppo, culminando nel monte Vettore. È caratterizzato da due dorsali principali, la prima delle quali congiunge il monte Porche con il Monte Sibilla mentre la seconda compie un articolato percorso che va dal monte Palazzo Borghese fino al monte Prata toccando le cime maggiori del gruppo.
Il settore settentrionale include il Monte Bove, massiccio calcareo con imponenti pareti, ed è limitato dalla Val d'Ambro e dalle Gole del Fiastrone. Il settore Sud-Occidentale non include montagne degne di particolare nota ma include alcune formazioni geologiche tra le più interessanti dei Sibillini, come i Piani di Castelluccio.
Dall'asse principale della dorsale appenninica degradano un versante orientale, caratterizzato da valli strette e orientate a Nord (le valli dell'Aso, del Tenna e dell'Ambro, e un versante occidentale in cui si rilevano tre caratteristiche depressioni ad alta quota denominate i Piani di Castelluccio (Pian perduto, Pian grande e Pian piccolo).
Nella parte più settentrione la catena si addolcisce in un complesso di altipiani per cedere gradualmente il passo a valli e colline: verso occidente il Monte Rotondo distende le sue falde nei piani di Cupi verso la Valfornace (alta valle del Chienti) e nei piani di Macereto verso la valle del Nera; mentre più a est la dorsale che si stacca dal Castel Manardo (M. Sassotetto, Pizzo di Mèta) si estende sui Piani di Ragnòlo per poi digradare nella valle del Fiastrone.

### Orografia
Il gruppo dei Sibillini si divide morfologicamente in tre sottogruppi, costituiti a loro volta da diversi massicci con numerose cime.
Sottogruppo meridionale (da Forca di Presta (sud) a Passo Cattivo (nord)):
- Monte Vettore 2476 m
- Cima del Redentore (Scoglio del Lago) 2448 m
- Cima del Lago 2422 m
- Pizzo del Diavolo 2410 m
- Punta di Prato Pulito 2373 m
- Cima dell'Osservatorio (Palazzaccio) 2350 m
- Quarto San Lorenzo 2247 m
- Monte Porche 2233 m
- Monte Torrone 2117 m
- Cima di Pretare (Il PIzzo) 2281 m
- Cima Vallelunga 2221 m
- Monte Argentella 2200 m
- Monte Sibilla 2173 m
- Palazzo Borghese 2145 m
- Cima di Vallinfante 2113 m
- Cima di Passo Cattivo 2065 m
- Monte Banditello 1873 m
- Monte Prata 1850 m

Sottogruppo settentrionale (da Passo Cattivo - Infernaccio (sud) alla valle del Fiastrone (nord)):
- Monte Bove Sud 2169 m
- Monte Bicco 2052 m
- Monte Bove Nord 2112 m
- Croce di Monte Bove 1905 m
- Pizzo Berro 2259 m
- Monte Priora (o Pizzo della Regina) 2333 m
- Pizzo Tre Vescovi 2090 m
- Monte Rotondo 2102 m
- Croce di Monte Rotondo 1926 m
- Punta Bambucerta 1869 m
- Monte Pietralata 1888 m
- Monte Cacamillo 1776 m
- Castel Manardo 1917 m
- Monte Valvasseto 1525 m
- Monte Sasso Tetto 1624 m
- Monte Val di Fibbia 1577 m
- Pizzo di Mèta 1576 m
- Punta del Ragnòlo 1557 m
- Pizzo di Chioggia 1505 m

Sottogruppo occidentale (ad ovest della linea spartiacque principale, partendo a sud dai rilievi ad occidente dei Piani di Castelluccio fino al Monte Cardosa a nord, sopra Visso):
- Monte Ventòsola 1718 m
- Monte Vetica 1714 m
- Monte Valle Sirica 1748 m
- Montagna Fusconi 1796 m
- Poggio di Croce 1833 m
- Monte Veletta 1614 m
- Monte Patino 1883 m
- Monte delle Rose 1861 m
- Monte Fausole 1753 m
- Monte Colventoso 1725 m
- Monte Lieto 1944 m
- Monte Pian Falcone 1854 m
- Punta di Valloprare 1776 m
- Monte Cardosa 1818 m

### Geologia
La catena montuosa è costituita da rocce calcaree e calcareo-marnose del Mesozoico-Terziario inferiore, che si sono deposte nell'arco di tempo tra i 200 e i 20 milioni di anni fa. Può essere considerata una struttura geologica relativamente giovane, al pari di quelle dei principali gruppi montuosi dell'Appennino umbro-marchigiano.
Intorno a 200 milioni di anni fa l'area marina di basso fondale che occupava l'attuale areale dei Monti Sibillini, nella quale si deponevano calcari organogeni di piattaforma (Calcare Massiccio), fu sede di ampi movimenti distensivi che hanno portato alla formazione di dorsali sottomarine, al di sopra delle quali si deponevano modesti spessori di fanghi calcarei pelagici (oggi rocce compatte stratificate molto fossilifere) e bacini più profondi nei quali si deponevano invece ingenti spessori di fanghi pelagici calcareo-selciferi (attualmente rocce compatte stratificate).
All'inizio del Cretacico la sedimentazione in tutto il bacino è pressoché uniforme e costituita da fanghi pelagici calcarei. A partire dal Terziario ai fanghi calcarei pelagici si alternano, fino a sostituirsi gradualmente, depositi sempre più marnosi e argillosi. Circa 20 milioni di anni fa, nel Miocene, la compressione e il conseguente piegamento delle rocce hanno portato al sollevamento delle prime dorsali riferibili al corrugamento della catena Appenninica.
Dopo 10 milioni di anni, alla fine del Miocene, importanti fenomeni tellurici hanno portato ad accavallamenti imponenti lungo le faglie, e progressivamente al definitivo sollevamento ed emersione di questo settore di catena, quindi alla formazione delle maggiori cime odierne, su una dorsale approssimativamente in direzione nord-sud. Gli ultimi movimenti, due milioni di anni fa, di compressione verso l'Adriatico, hanno portato a fenomeni di sovrascorrimento e accavallamento su altri sistemi di faglia e conferito al gruppo il suo aspetto odierno.

### Idrografia

#### Fiumi e torrenti
Dal massiccio dei Sibillini nascono i fiumi:
- Nera, originato presso la frazione Vallinfante di Castelsantangelo sul Nera, è il principale affluente del fiume Tevere, nel quale si getta da sinistra nei pressi del comune di Orte.
- Aso, nasce presso Foce di Montemonaco ai piedi del Monte Vettore, e sfocia nell'Adriatico tra Pedaso e Marina d'Altidona.
- Tenna, nasce nel comune di Montefortino, a monte delle gole dell'Infernaccio, la zona della sorgente è denominata Capotenna ed è stretta tra il Monte Sibilla e il Monte Priora; il fiume sfocia nell'Adriatico dividendo i territori dei comuni di Fermo e Porto Sant'Elpidio.
- Fiastrone, nasce alle falde del Monte Rotondo, nel comune di Bolognola, per poi entrare nel comune di Fiastra-Acquacanina, dove sbarrato da una diga artificiale dà vita al lago di Fiastra; sfocia nel fiume Chienti presso Belforte.

e i torrenti minori:
- Ambro, affluente sinistro del Tenna che scorre interamente nel comune di Montefortino, la cui vallata divide il Monte Priora e il Monte Castel Manardo.
- Tennacola, affluente sinistro del Tenna in località Parapina (tra i comuni di Servigliano, Monte San Martino, Penna San Giovanni); nasce nel comune di Sarnano, alle falde settentrionali del Monte Castel Manardo, dove dà vita alla Gola dei Tre Salti.
- Terro, piccolo e breve torrente che si getta nel Tennacola presso Sarnano pochi chilometri più a valle delle sorgenti alle pendici del Pizzo di Meta e della Punta del Ragnòlo; ricopre comunque una certa importanza in quanto dà vita alle impervie gole della Valle Jana.
- Fluvione, originato dal versante orientale del Monte Vettore (tra le frazioni Astorara e Colle di Montegallo) si getta nel fiume Tronto presso Mozzano (frazione di Ascoli Piceno); il torrente dà il nome al comune di Roccafluvione, costituitosi nel XIX sec. dall'unione di alcuni castelli ascolani.
- Ussita, affluente destro del Nera presso Visso, nasce nel territorio dell'omonimo comune, tra il Monte Bove, il Monte Rotondo e il Pizzo Tre Vescovi, ricevendo le acque dei nevai dai monti circostanti e dalla sovrastante Val di Panico.

#### Laghi

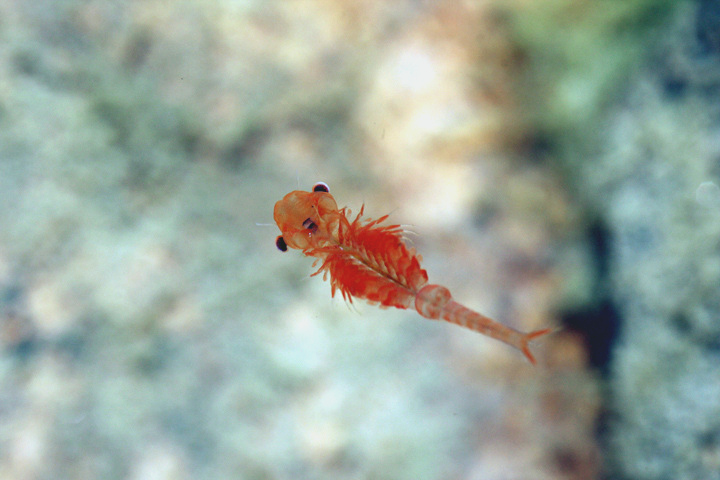
Chirocephalus marchesonii

Il lago più importante dei Monti Sibillini è di certo il Lago di Pilato, situato sotto la cima del Vettore a 1940 m, dove vive il Chirocefalo del Marchesoni, specie endemica del lago, unica nel mondo. In realtà sotto la parete rocciosa di Palazzo Borghese si forma in inverno un laghetto glaciale simile al Lago di Pilato, ma molto più piccolo. Questo laghetto spesso si prosciuga prima dell'inizio dell'estate ed ospita un'altra specie endemica di chirocefalo (Chirocephalus sibyllae). Unico lago artificiale presente è il lago di Fiastra.

## Ambiente

### Flora e fauna

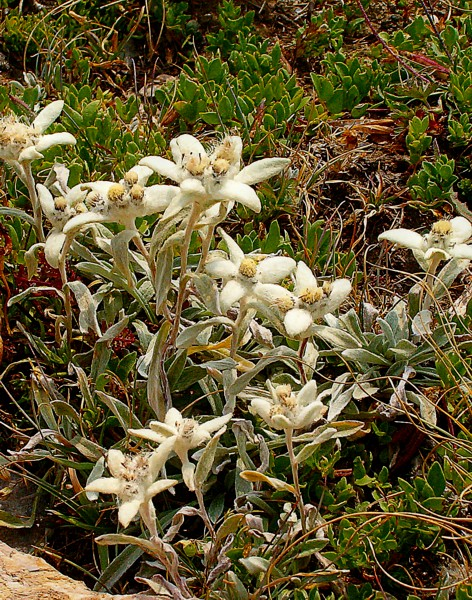
Stella alpina dei Monti Sibillini

La flora e la fauna sono particolarmente ricche, tali da giustificare dal 1993 la creazione del parco a tutela della biodiversità del luogo.
La vegetazione è quella tipica dell'area appenninica, con prevalenza di caducifoglie (soprattutto faggio) e, più in alto, di pascoli. Da segnalare tra le specie floristiche la viola di Eugenia (Viola eugeniae), il genepì dell'Appennino (Artemisia petrosa sup. eriantha), l'adonide distorta (Adonis distorta), la genziana lutea (Gentiana lutea), la genziana napoletana (Gentiana sp.), la potentilla (varie), il giglio martagone (Lilium martagon), il ramno (Rhamnus alpina) (Rhamnus catartica), l'uva ursina (Arctostaphylos uva-ursi), la Nigritella widderi, l'Androsace villosa e la stella alpina dell'Appennino (Leontopodium nivale).
Tra i mammiferi sono presenti il gatto selvatico (Felis silvestris), l'istrice (Hystrix cristata), la volpe (Vulpes vulpes), il lupo appenninico (Canis lupus italicus), il cinghiale (Sus scrofa), il capriolo (Capreolus capreolus) e recentemente reintrodotti il camoscio d'Abruzzo (Rupicapra pyrenaica ornata) e il cervo (Cervus elaphus). Da segnalare anche avvistamenti, legati agli attacchi alle arnie di ape domestica, di orso bruno marsicano (Ursus arctos marsicanus), ma trattasi quasi certamente di esemplari maschi in dispersione provenienti dall'appennino abruzzese.
Fra gli uccelli, sono presenti l'aquila reale (Aquila chrysaetos), il gufo reale (Bubo bubo), il falco pellegrino (Falco peregrinus) e la reintrodotta coturnice (Alectoris graeca). Tra i rettili la vipera dell'Orsini (Vipera ursinii) e la vipera comune (Vipera aspis). Tra gli anfibi segnaliamo due specie endemiche dell'Appennino centro-settentrionale, quali la salamandrina di Savi (Salamandrina perspicillata) e il geotritone italiano (Speleomantes italicus), oltre al piccolo e rarissimo ululone appenninico (Bombina pachypus). Nell'area del monte Vettore sono presenti almeno due endemismi in ambito faunistico, il coleottero Duvalius ruffoi e, nelle acque del lago di Pilato, il chirocefalo del Marchesoni (Chirochephalus marchesonii), un piccolo crostaceo anostraco.

## Cultura

### Leggende

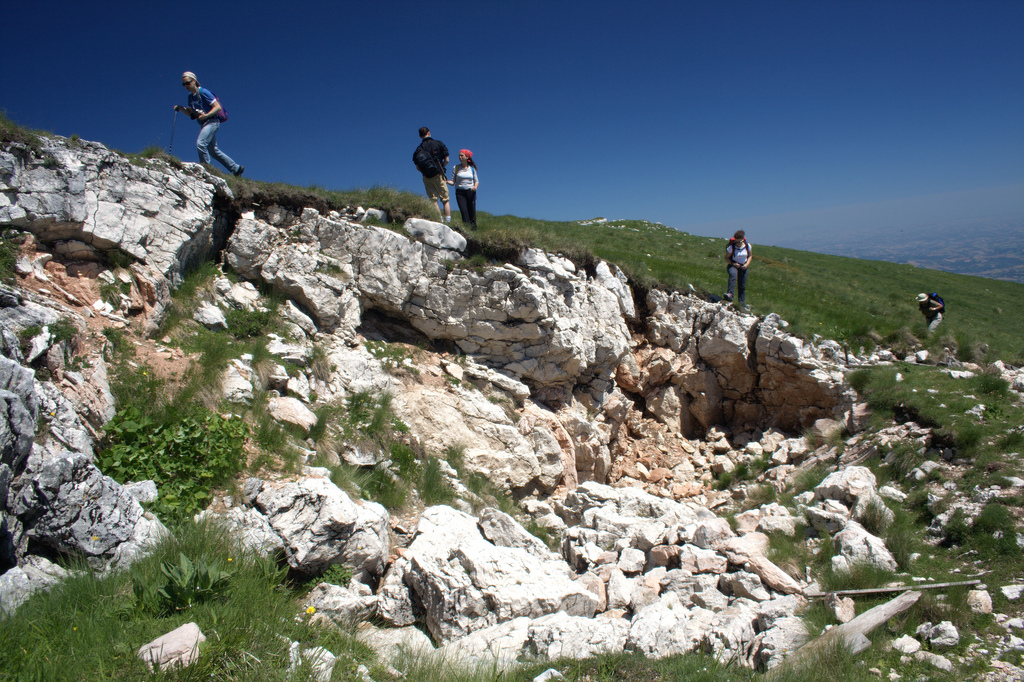
Grotta della Sibilla

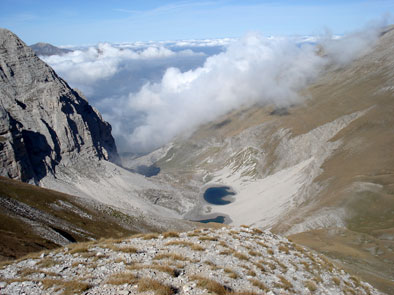
Lago di Pilato

Questi monti sono fucina di antiche leggende che conferiscono loro un'aura di mistero. La Grotta della Sibilla situata poco sotto la sommità del Monte Sibilla era già conosciuta nell'alto medioevo in tutta l'Italia centrale; se ne trova infatti una rappresentazione anche in alcuni affreschi all'interno dei Musei Vaticani.
Secondo la leggenda, resa famosa dal romanzo cavalleresco Guerin Meschino di Andrea da Barberino, ed il libro Il paradiso della regina Sibilla, di Antoine de la Sale, la grotta situata nel Monte Sibilla ospitava un regno fatato, in cui creature meravigliose vivevano in una sorta di festino perenne, salvo poi trasformarsi per un giorno a settimana in creature mostruose e orripilanti, e quella di un lago alla sommità del monte Vettore, il lago di Pilato, a quota di circa 2.000 m, hanno dato forza per la creazione di mitiche favole pagane attorno a questa catena; in particolare si crede che queste fossero state montagne adatte per consacrare libri per la magia nera e che quella grotta, ormai oggi franata, fosse l'antro infernale della Sibilla (da cui prende il nome la catena montuosa) e di età preromana che, secondo alcuni studiosi, lì si rifugiò dopo il processo di cristianizzazione dell'Impero romano. .
Sicuramente questo processo di conversione della popolazione fu lento e graduale e, soprattutto, i luoghi più lontani dalle grandi vie di comunicazione o periferici rispetto alle grandi città hanno assorbito molto più lentamente la nuova religione cristiana; non solo, data la loro amenità potevano rappresentare un posto sicuro dove rifugiarsi per coloro che non volevano abbandonare i culti pagani. 
Forse proprio in questo periodo, a cavallo tra il tempo del mondo antico classico e l'età medioevale, nascono le prime grandi leggende che porteranno questi monti ad essere luogo di pellegrinaggio di molti stregoni , ma anche di cavalieri erranti che qui passavano per sfidare la maga o per chiederle dei vaticini come nel celebre romanzo di da Barberino, una cui parte è qui ambientata. Altre importanti leggende legata ai Sibillini sono quella del Lago di Pilato e quella legata alla cosiddetta Strada delle Fate sul Monte Vettore.

## Monumenti e luoghi di interesse

### Santuari e chiese

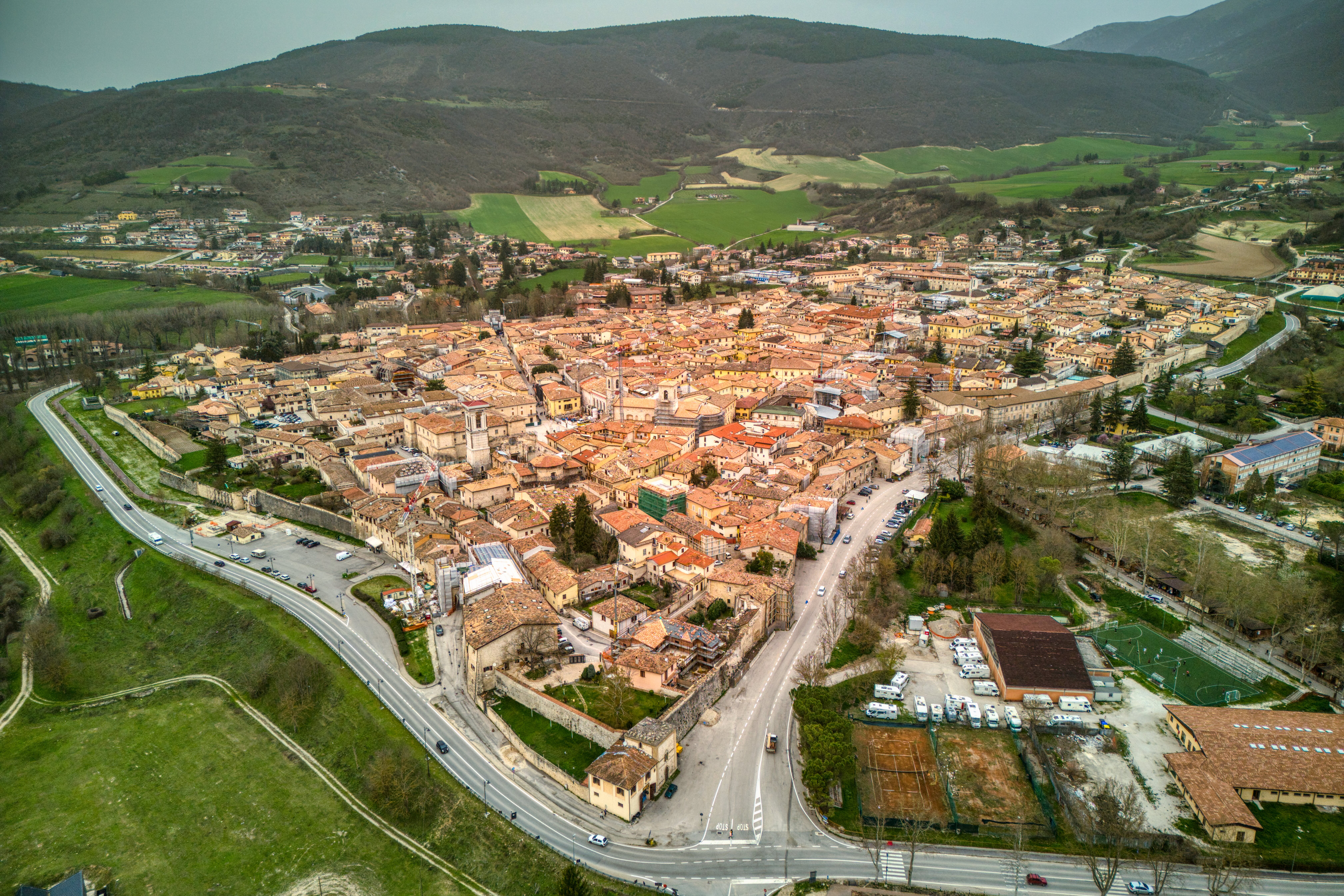
Norcia

- Norcia. Fu la città natale di San Benedetto patrono d'Europa. Nel centro storico vi sono la chiesa dedicata al santo e il duomo.
- Abbazia di Sant'Eutizio. Eretta nel V secolo era nota per i rimedi dei monaci di curare i malati con le erbe.
- Santuario di Macereto
- Santuario della Madonna dell'Ambro
- Eremo di San Leonardo al Volubrio
- Santa Maria in Lapide

## Nella cultura di massa
- I Monti Sibillini sono citati dal gruppo trentino Pop X, nella canzone Sibillini[7];